# Пиковая дама (фильм, 1916)
«Пи́ковая да́ма» — немой художественный фильм Якова Протазанова, вышедший на экраны 19 апреля (2 мая) 1916 года. Экранизация по мотивам одноимённой повести А. С. Пушкина. Считается одним из лучших российских дореволюционных фильмов.

## Сюжет
За карточной игрой один из офицеров рассказывает друзьям о своей престарелой родственнице-графине, которой некогда граф Сен-Жермен открыл тайну трёх верных карт, выигрывающих кряду. Германн (Иван Мозжухин), который никогда не садится за игровой стол из боязни проиграть, загорается идеей выведать у графини эту тайну. Для этого он знакомится с племянницей графини Лизой (Вера Орлова). Девушка влюбляется в него и даёт ему ключ от дома. Ночью Германн проникает в дом графини, чтобы выпытать у старухи тайну трёх карт. Графиня отказывается отвечать и умирает.
Ночью нетрезвому Германну является призрак графини и называет «верные» карты — это тройка, семёрка и туз.
Германн ставит на кон всё своё состояние, выигрывает первые две ставки на тройке и семёрке, но затем передёргивается, открывает вместо туза пиковую даму и сходит с ума.

## В ролях
- Иван Мозжухин — Герман
- Вера Орлова — Лиза
- Елизавета Шебуева — графиня (в старости)
- Татьяна Дуван — графиня (в молодости)
- Поликарп Павлов — граф
- Николай Панов — граф Сен-Жермен

## Съёмки
Оператор Евгений Славинский в этом фильме одним из первых в русском кино применил движущуюся камеру при съёмках сцены, где Герман идёт ночью по анфиладе комнат дома графини. Подвижность камеры должна была показать сильное волнение персонажа. Тележек для камеры тогда ещё не было и аппарат при съёмке был установлен на пролётке Ермольева, которую втащили ради этого в студию. Были также использованы съёмки с новых ракурсов — например, вид сверху в сценах, где Лиза смотрит из окна на Германна и где Германн стоит у гроба графини — и ночная съёмка при свете юпитеров. Интересно, что некоторые современники этих новаций не оценили: обозреватель газеты «Театр» Пётр Цейхенштейн писал в рецензии на фильм, что «на экране получились движущиеся комнаты, что резко нарушает впечатление правдивости» («Театр», 1916, #1853, с.10).

## Оценки
- Историк кино В. Вишневский оценил «Пиковую даму» как «один из лучших дореволюционных фильмов и классический образец экранизации литературных произведений»[1].
- Р. Соболев называет фильм этапным и самым лучшим фильмом отечественного дореволюционного кино[2]. Он подробно анализирует его на шести страницах своей книги, и, в частности, отмечает:

"Не меньший интерес, чем реалистическая трактовка повести, вызывали у современников художественные качества, приёмы режиссёра и оператора, игра актёров. Фильм подытожил достижения киноискусства за минувшие годы…"Пиковая дама" — этапное произведение искусства кино, первое достижение русского кинематографа, имеющее мировое значение. Если попытаться в немногих словах определить новаторское начало «Пиковой дамы», то на первое место следует поставить открытое и утверждённое этим фильмом право кинематографа на правдивый и глубокий показ человеческих характеров…".